# 존 홈스 (포르노 배우)
존 커티스 홈스(John Curtis Holmes, 1944년 8월 8일 ~ 1988년 3월 13일)는 존 C. 홈스(John C. Holmes) 또는 주연한 시리즈물 영화의 역할의 이름인 조니 와드(Johnny Wadd)로 알려진, 미국의 남자 포르노 배우이다. 1970년대부터 1980년대에 걸쳐 적어도 장편 몇 단편의 단편 게이 포르노를 포함하여 2500개의 비디오 등에 출연했다. 또한 홈스는 1981년의 원더랜드 살인 사건에 관여한 것으로도 유명하다. 홈스는 1988년 3월 13일에 에이즈로 사망했다.

## 생애
1944년 오하이오에서 4남매 중 막내로 태어났다.
그는 16세에 군에 지원해 독일에서 복무했다. 제대 후 그는 앰뷸런스 운전 일을 하다가 만난 간호사 샤론 게비니니와 21세에 결혼했다.
어느 사진작가의 권유로 포르노 배우가 되었다. 
1971년에 ‘조니 와드(Johnny Wadd)’ 시리즈로 엄청 유명해졌다.
그러나 원더랜드 살인 사건으로 인해 문제가 되었다. 결국 무죄로 풀러났지만 그 외 여러 범죄를 저질러서 문제가 되었다.
1986년에 에이즈 양성 판정을 받았고 결국 에이즈로 인한 합병증으로 44세의 나이에 세상을 떠났다.

## 페니스 크기
그의 페니스 크기가 크긴 했지만 어느 정도의 길이를 가졌는 지 논란이 많다.
<스크류>라는 잡지는 그의 크기가 32cm라는 발표를 했고, 그의 아내인 샤론은 25cm에 둘레가 10cm이라고 했다.
존 홈즈의 매니저였던 빌 에머슨은 34cm라고 했다. 그는 스스로가 38cm라고 주장했다.